# شارپ کورپوریشن

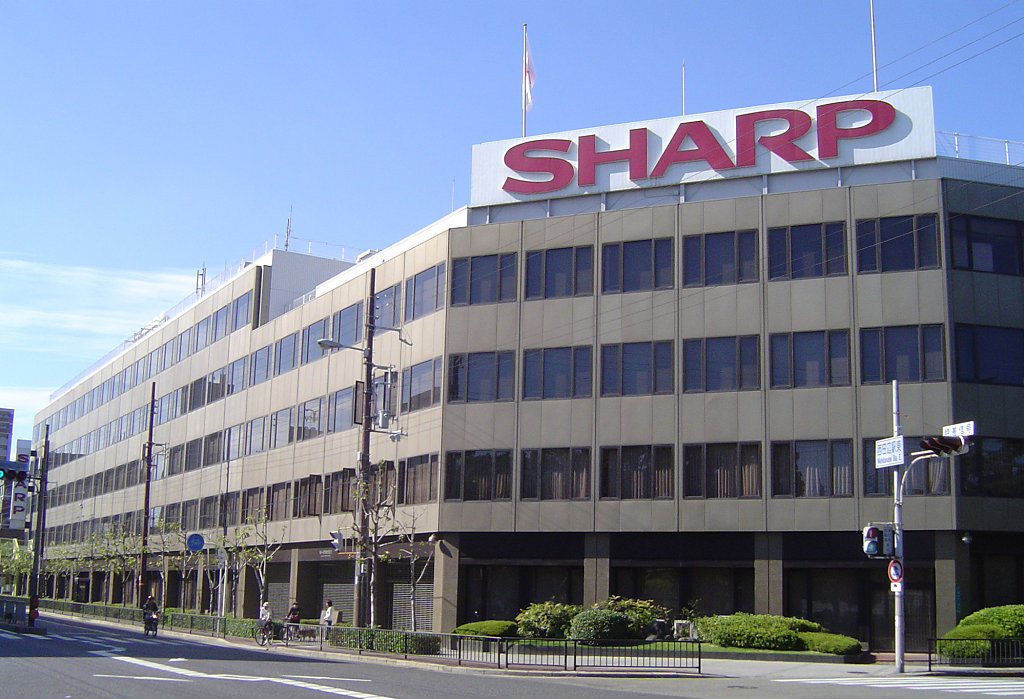
دفتر مرکزی شارپ در اوساکا، ژاپن

شارپ کورپوریشن (به ژاپنی: シャープ株式会社) شرکت صنایع الکترونیکی ژاپنی مستقر در اوساکا است، که در زمینه طراحی، توسعهٔ فناوری و تولید دامنه گسترده‌ای از محصولات و کالاهای الکترونیکی فعال می‌باشد.
این شرکت در سال ۱۹۱۲ توسط تاکوجی هایاکاوا تأسیس شده‌است. مؤسس این شرکت، نام شارپ که تیز معنا می‌دهد را برای اشاره به نخستین کالای تولیدی خود؛ مداد نوکی انتخاب نمود.
امروزه شرکت شارپ پس از سامسونگ، ال‌جی، سونی و پاناسونیک، به‌عنوان پنجمین تولیدکننده تلویزیون در جهان، شناخته می‌شود. این شرکت بزرگترین تولیدکننده تجهیزات اداری در جهان به‌شمار می‌آید، سهام شرکت شارپ در بازارهای بورس توکیو و بورس اوساکا معامله می‌شود.

## تاریخچه

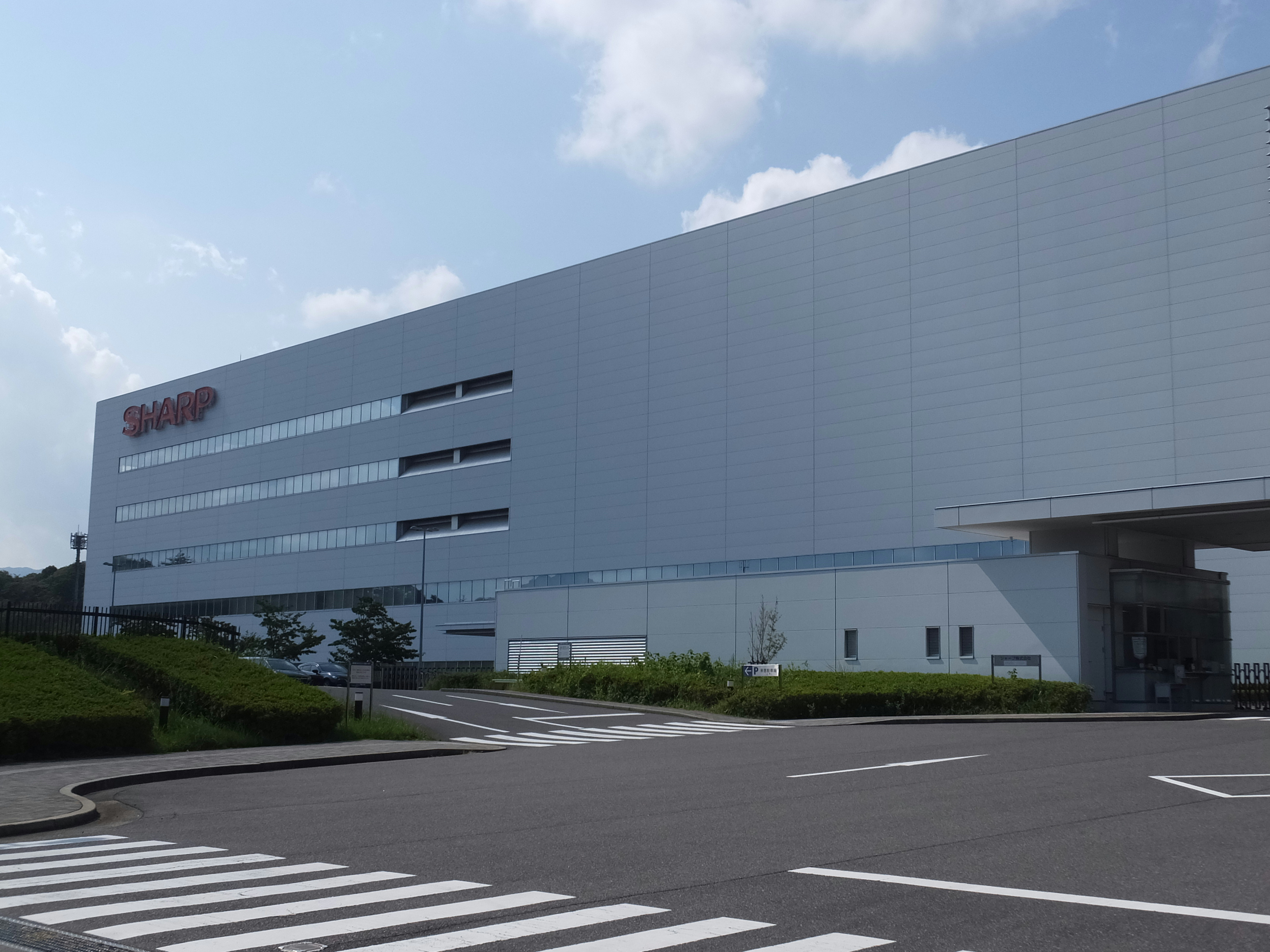
کارخانه شماره یک شارپ در کامایاما، ژاپن

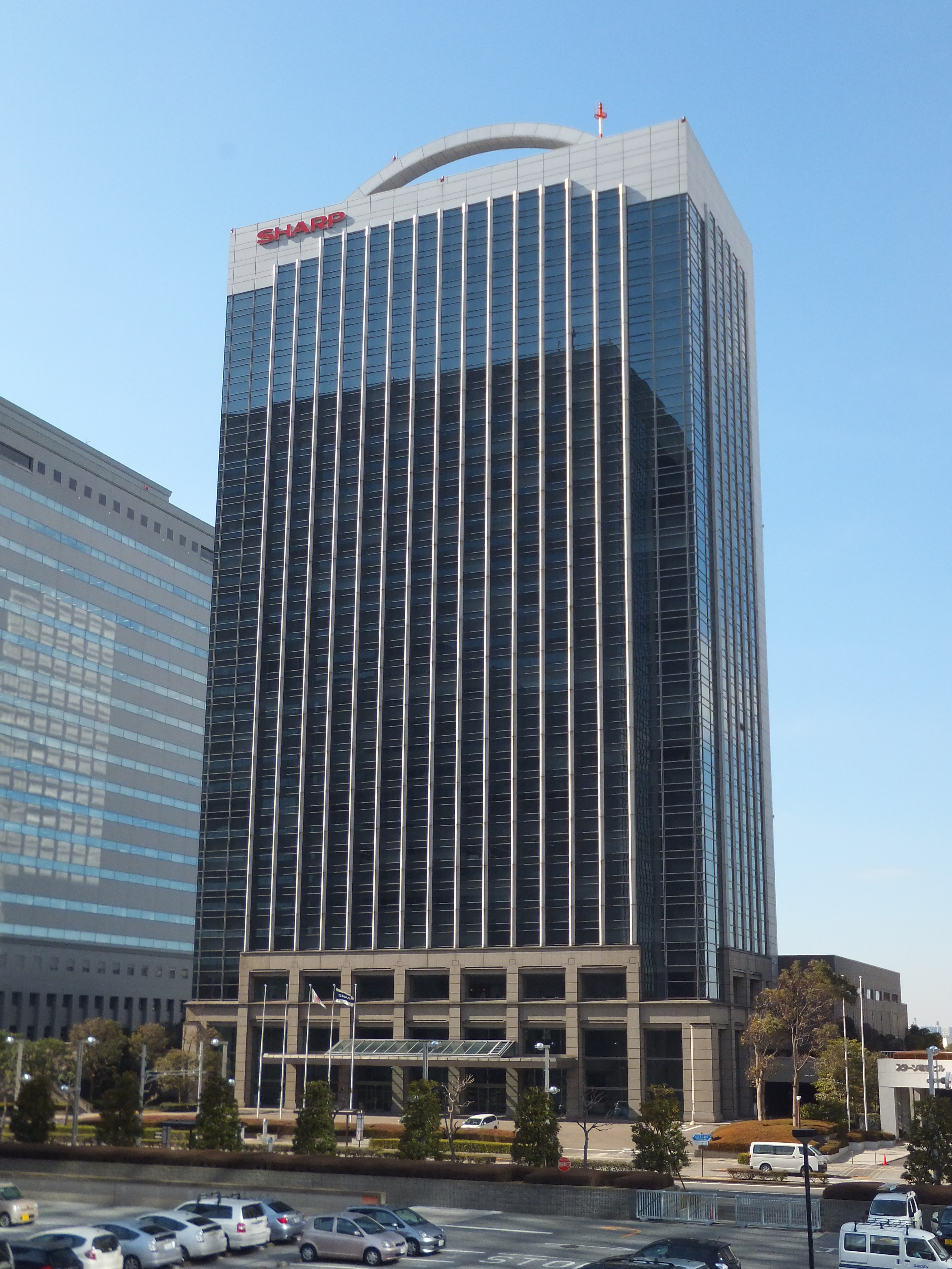
ساختمان اداری شارپ در ماکوهاری

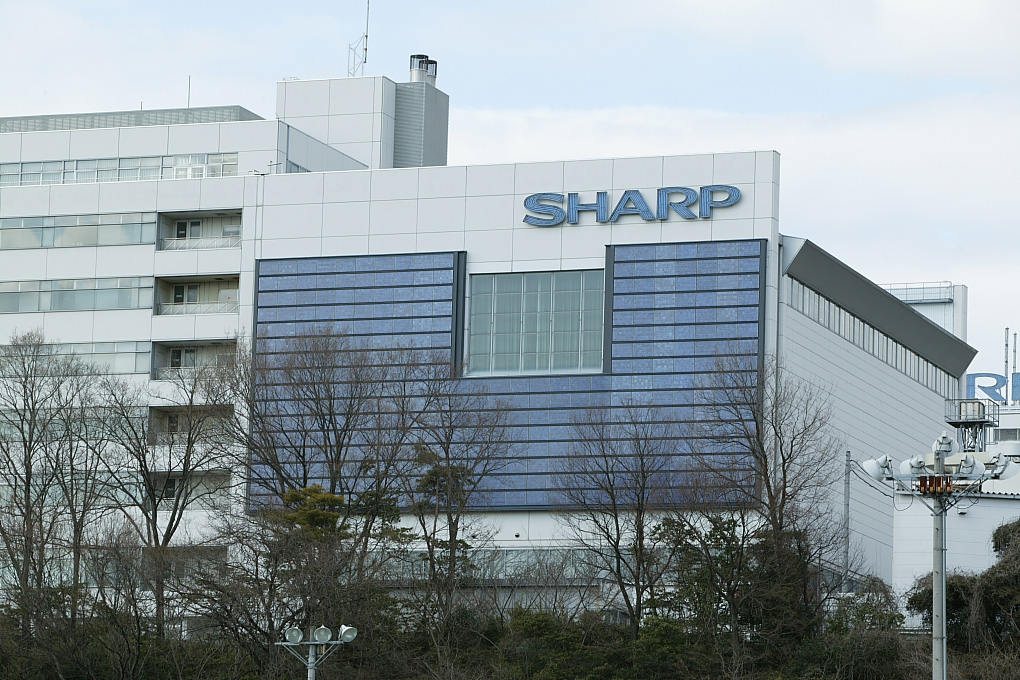
مرکز سوگو کایهاتسو، یکی از مراکز تحقیق و توسعه شارپ

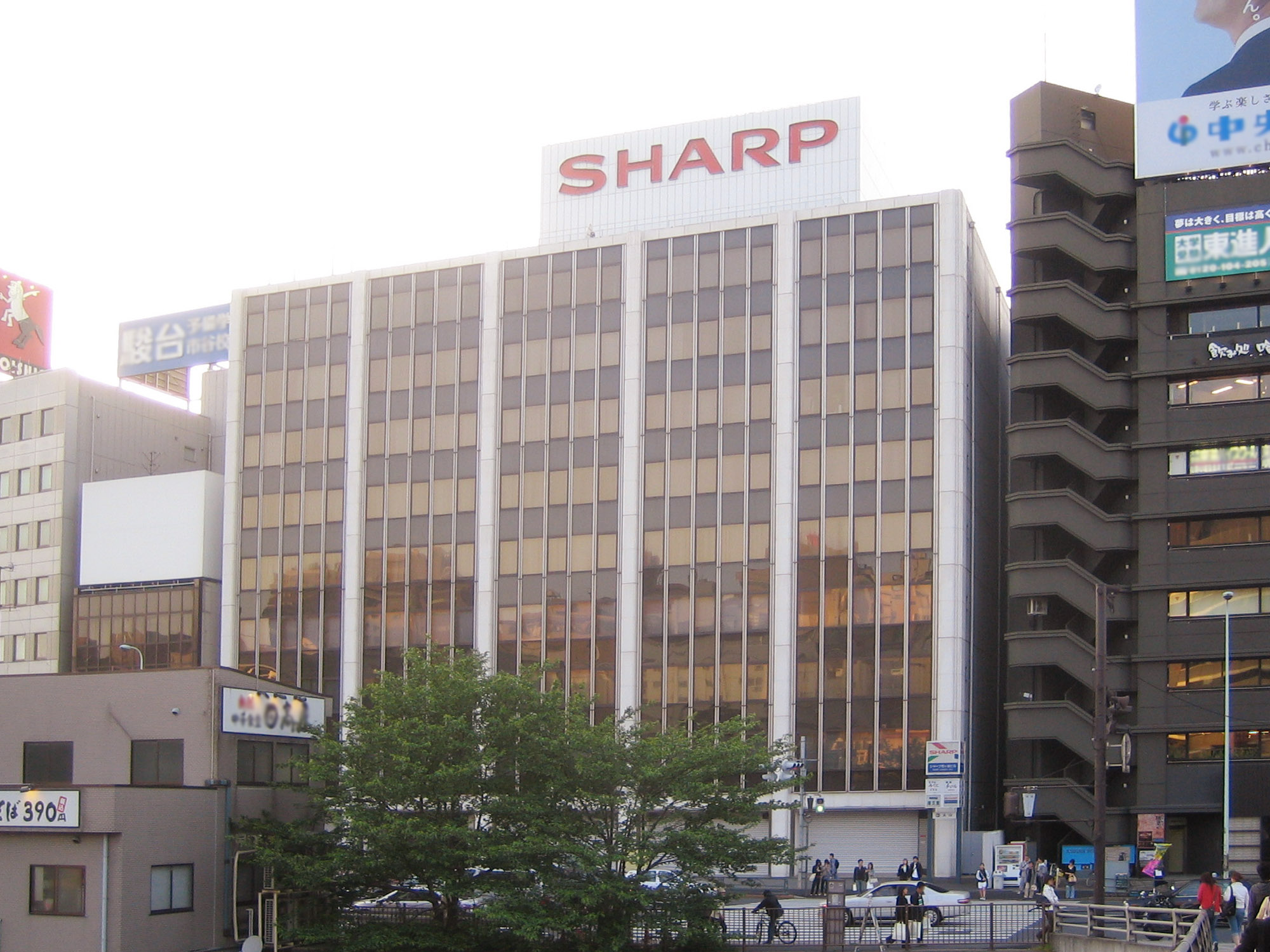
ساختمان اداری شارپ در توکیو

شارپ یکی از بزرگ‌ترین و قدیمی‌ترین تولیدکنندگان ژاپنی کالاهای مصرفی الکترونیکی است. این شرکت در سال ۱۹۱۲ تأسیس شده و در سال ۲۰۱۲ صدمین سالگرد خود را، جشن گرفت. فلسفه و باور مؤسسان این شرکت آن است، که دیگران از این شرکت تقلید کنند.
شرکت شارپ ۴۵٪ درصد سهم بازار صنایع الکترونیک ژاپن را، در اختیار دارد و همچنین رهبر بازار در گوناگونی و نوع گوشی‌های موبایل در ژاپن می‌باشد. کسب‌وکار این شرکت، یادآور روش و منش تجارت‌خانه‌های باستانی ژاپن بوده و تا حد بسیاری، بر پایه سه اصل اخلاص، خلاقیت و انجام کارهای دشوار، بنا نهاده شده‌است!
شارپ در بسیاری از زمینه‌ها، بیشتر به عنوان تولیدکننده سنتی الکترونیک شناخته می‌شده، ولی همواره به‌دنبال بین‌المللی‌سازی برند خود بوده‌است و در بازارهای جهانی نیز، همواره هدف خود را جذب موفقیت‌های کلی قرار داده‌است.
این شرکت در سال ۱۹۱۲ به‌عنوان یک کارگاه فلزکاری توسط مخترعی به نام تاکوجی هایاکاوا و در شهر اوساکا تأسیس شد. هایاکاوا به نوآوری علاقه بسیاری داشت، نخستین اختراع او چفت قلاب بود. پس از سه سال، اختراع جدید او، که یک مداد مکانیکی بود، به بازار ژاپن عرضه شد.
این مداد که از سرب گرافیت جمع‌شدنی در میله فلزی ساخته شده بود و هیچ‌گاه کند نمی‌شد، «مداد همیشه شارپ» نام گرفت. در آن سال، مداد همیشه شارپ، برنده بهترین اختراع ثبت شده در ژاپن و ایالات متحده گردید و تقاضا برای این دستگاه ساده و بادوام، بسیار شد. هایاکاوا برای تسهیل در تولید بیشتر خط مونتاژ را به یک کارخانه بزرگ‌تر انتقال داد.
در سپتامبر ۱۹۲۳ زمین‌لرزه بزرگ کانتو باعث آتش‌سوزی و نابود شدن کارخانه شارپ گردید و خط تولید مداد نوکی شارپ به‌طور کامل، تخریب شد. یک سال بعد، کارخانه بازسازی شد، ولی در مدت زمان تعطیلی خط تولید، هایاکاوا علاقه‌مند به ساخت محصولی جدید شده بود، که مطالعات او برای ساخت رادیو آغاز گردید، و این آغازی بود، بر تولید نسل نخست رادیوهای ژاپنی.
نخستین مجموعه رادیو که در اوایل دهه ۱۹۲۰ از سوی ایالات متحده به ژاپن وارد شد، رادیو کریستالی بود. هایاکاوا با درک کمی از رادیو یا حتی برق، تنها چند ماه بعد از ورود این فناوری به ژاپن، پس از مطالعه و آزمایش، مجموعه‌ای از فناوری ژاپنی تولیدشده در داخل این کشور را، برای دریافت سیگنال از سرویس رادیو و تلویزیون، اختراع کرد.
در سال ۱۹۲۹ شارپ ژاپن به عنوان تولیدکننده پیشرو رادیو، تأسیس شد. این شرکت به سرعت و تا حد بسیاری، در طول سال‌های پس از تولید رادیو، گسترش یافت و در سال ۱۹۳۵ نیاز به سازماندهی دوباره پیدا کرد.
در طول جنگ جهانی دوم هایاکاوا شرکت خود را برای تولید دستگاه‌های نظامی بازسازی نمود. در آن زمان شرکت‌ها به موجب قوانین صنعتی جدید برای تمرکز ظرفیت صنعتی، مجبور شدند، به تولید ابزارآلات نظامی بپردازند.
در سال ۱۹۴۲، به دلیل آسیب‌های جنگی که شرکت شارپ دیده بود و در حالی که صنایع دیگر با پاکسازی بقایای جنگی، حمایت خود را از صنعت نشان می‌دادند، بزرگ‌ترین نگرانی‌های هایاکاوا، بازسازی شرکت خود و زنده ماندن و ادامه حیات شرکتش، پس از رکود اقتصادی ژاپن بود.
در میانه دهه ۱۹۵۰ شرکت به توسعه تلویزیون رنگی پرداخت و نخستین ست تلویزیونی خود را، در ۱۹۵۳ به بازار صنایع الکترونیکی جهان، عرضه کرد. این شرکت، تولیدات خود را در ۱۹۶۲ با تولید یک اجاق مایکروویو دنبال نمود. در سال ۱۹۶۴ به تولید ماشین حساب پرداخت، که برای نخستین بار در جهان مجهز به ترانزیستور شده بود. این ماشین حساب‌ها در زمان خود، به قیمتی معادل ۱٫۴۰۰ دلار به‌فروش می‌رسیدند.
در طول دهه ۱۹۷۰، شارپ موقعیت خود را در کالاهای مصرفی با گسترش خط تولید محصولاتی مانند یخچال، ماشین‌لباسشویی، پخش استریو قابل حمل، دستگاه‌های فتوکپی، رایانه‌های رومیزی، تجهیزات ویدئویی-تصویری و واکمن تقویت کرد.
در دهه گذشته، شارپ به‌طور متوالی بزرگ‌ترین شرکت تأمین‌کننده محصولات اداری و کپی بوده و در جهان مقام دوم را دارا می‌باشد. همچنین ساخت دستگاه‌ها و اجاق‌های بخارپز و تولید سلول‌های انرژی خورشیدی توسط شارپ که در ۷ سال گذشته سهم اول بازار را به خود اختصاص داده‌است، حائز اهمیت می‌باشد.
در زمینه تلویزیون‌های ال‌سی‌دی، با توجه به تقاضای بسیار بالا برای این محصول در جهان، در سال ۲۰۱۰ شرکت شارپ به تولید صد میلیون دستگاه در سال رسید.

## عملیات
شرکت شارپ در سال ۲۰۰۶ سود خالصی معادل ۱۶٫۸ میلیارد دلار کسب نمود. در همین سال، شمار کارکنان آن بالغ بر ۴۶ هزار نفر بود، که نیمی از آن‌ها در خارج از ژاپن فعالیت می‌کردند.
اکنون شرکت شارپ مالک ۶۴ کارخانه تولیدی در ۳۰ کشور جهان است، که در زمینه تولید تجهیزات الکترونیکی، لوازم خانگی، کالاهای مصرفی الکترونیکی، تجهیزات اداری و دستگاه‌های مخابراتی فعالیت می‌کنند.
بخش توزیع کالاهای شرکت شارپ، محصولات تولید شده توسط کارخانجات شارپ را، در بازار تجهیزات الکترونیکی ۱۶۴ کشور جهان، توزیع می‌نماید. این شرکت در بخش تحقیق و توسعه نیز فعالیت گسترده‌ای دارد. بخش آر اند دی شارپ (تحقیق و توسعه) دارای مراکز بسیاری در سرتاسر جهان می‌باشد. نام شرکت شارپ در فهرست ۱۰۰ شرکت برتر حوزه تحقیق و توسعه، که توسط آی‌تریپل‌ای اسپکتروم در سال ۲۰۰۲ منتشر شد، دیده می‌شود.
عمده کالاهای تولید شده توسط شارپ عبارتند از: تلویزیون، وسایل دیداری‌شنیداری، لوازم خانگی، تراشه‌ها، سلول‌های خورشیدی، تلفن‌های همراه، تلفن‌های هوشمند، دستیار دیجیتال شخصی، دیسک بلو-ری، دورنگارها، دوربین‌های ویدئویی، رایانه‌های شخصی، لپ‌تاپ، تبلت، ماشین حساب، لامپ ال‌ئی‌دی، لامپ پرتو کاتدی، نمایشگر پلاسما، ال‌سی‌دی، سینمای خانگی، سیماس، نیم‌رسانا، تجهیزات گرافیک برداری، نشر رومیزی، چاپگر، کتابخوان الکترونیکی، سشوار، جاروبرقی، ماشین لباس‌شویی، دستگاه‌های مایکروویو، یخچال، صفحات نمایش دیجیتال و باتری‌های قابل شارژ.

## حمایت‌های مالی
شرکت شارپ یکی از حامیان اصلی و از سرمایه‌گذاران باشگاه فوتبال منچستر یونایتد می‌باشد. از ۱۹۸۳ تا ۲۰۰۰ بنابر قرارداد امضاشده میان شارپ و یونایتد، در طول ۱۷ سال لوگوی شرکت شارپ روی پیراهن منچستر یونایتد قرار داشت.
در طول این دوره زمانی، منچستر در ۷ دوره از لیگ برتر فوتبال انگلستان، به قهرمانی رسید، همچنین در ۵ دوره از جام حذفی فوتبال انگلستان، یک کارلینگ کاپ، یک جام برندگان جام اروپا و یک لیگ قهرمانان اروپا را کسب نمود.

## آینده
در دهه آتی میلادی، همچنان شاهد تغییراتی در زمینه استفاده از ادوات تلفن‌های همراه، ایجاد گوشی‌های موبایل، شبکه‌های محلی، تجهیزات مخابراتی و لوازم خانگی توسط این شرکت خواهیم بود.
شارپ با داشتن بیش از ۵۷ هزار کارمند در سراسر جهان، در سال ۲۰۱۰ میلادی درآمدی بالغ بر ۳۳ میلیارد دلار داشته‌است.

## فروش شرکت
در پایان ماه مارس سال ۲۰۱۶ پس از مدت‌ها گمانه‌زنی، توافق پایانی جهت واگذاری شرکت شارپ به شرکت فاکس‌کان تایوان با مبلغ نهایی ۳/۵ میلیارد دلار در فضای مجازی رسانه‌ای شد. این مبلغ در حالی پرداخت خواهد شد که فاکس‌کان در مرحله نخست با پیشنهاد ۶/۲۴ میلیارد دلاری برای خرید شارپ قدم برداشته بود که پس از بررسی‌های دوباره با توجه به وجود مبالغ بالای بدهی شارپ، رقم نهایی به ۳/۵ میلیارد دلار کاهش پیدا کرد.

## فناوری‌ها

### فناوری یون پلاسماکلاستر
فناوری یون پلاسماکلاستر (به انگلیسی: Plasmacluster Ion) یکی از نوآوری‌های شرکت شارپ است که در دستگاه پالایش هوا و نیز انواع سامانه‌های گرمایشی و سرمایشی کاربرد دارد. این فناوری الگویی مشابه فرایند طبیعی که برای پالایش هوا در جو زمین انجام می‌شود را در خود دارد. یون پلاسماکلاستر دارای چندین مرحله مختلف است و در طی آن یون‌های ایجاد شده پس از اتصال به سطح انواع میکروب و آلاینده دوباره با هم واکنش داده و به صورت مولکول آب در می‌آیند. این فناوری ضمن غیرفعال کردن ویروس، هاگ و گرده گل می‌تواند انواع مختلفی از بو و دود (نظیر دود سیگار) را نیز کاهش داده یا ازبین ببرد.